# American Teen
Ne doit pas être confondu avec American Teenagers.
Albums de Khalid
Suncity
(2018)
American Teen est le premier album studio du chanteur américain Khalid sorti en mars 2017. Les singles Location, Young Dumb & Broke et Saved en sont extraits.

## Pistes
| American Teen | American Teen         | American Teen                                                                                        | American Teen                                    | American Teen | American Teen | American Teen | American Teen | American Teen | American Teen |
| No            | Titre                 | Auteur                                                                                               | Producteur(s)                                    | Durée         |               |               |               |               |               |
| ------------- | --------------------- | --- | ------------------------------------------------ | ------------- | ------------- | ------------- | ------------- | ------------- | ------------- |
| 1.            | American Teen         | - Khalid Robinson - Atilla Elçi - Orlando Gomez - Alfredo Gonzalez - Leslie Johnson                  | Hiko Momoji                                      | 4:10          |               |               |               |               |               |
| 2.            | Young Dumb & Broke    | - Robinson - Joel Little - Talay Riley                                                               | Little                                           | 3:22          |               |               |               |               |               |
| 3.            | Location              | - Robinson - Joshua Scruggs - Samuel David Jimenez - Christopher McClenney - Olatunji Ige - Gonzalez | - Syk Sense - Smash David - Tunji Ige - Gonzalez | 3:39          |               |               |               |               |               |
| 4.            | Another Sad Love Song | - Robinson - Jerome Potter - Sam Griesemer                                                           | DJDS                                             | 4:04          |               |               |               |               |               |
| 5.            | Saved                 | - Robinson - Scruggs - Ozan Yildirim - Bryan Medina - Cameron Hale - Calvin Tarvin                   | - Syk Sense - OZ - Medina - Tiggi                | 3:26          |               |               |               |               |               |
| 6.            | Coaster               | - Robinson - Nathaniel Hernandez                                                                     | Skrittzy                                         | 3:19          |               |               |               |               |               |
| 7.            | 8TEEN                 | - Robinson - Little                                                                                  | Little                                           | 3:48          |               |               |               |               |               |
| 8.            | Let's Go              | - Robinson - Yildirim - Elçi - Noah Gale - Daniel Picciotto                                          | - OZ - Momoji - Picciotto                        | 3:24          |               |               |               |               |               |
| 9.            | Hopeless              | - Robinson - Elçi                                                                                    | Momoji                                           | 2:47          |               |               |               |               |               |
| 10.           | Cold Blooded          | - Robinson - Kurtis McKenzie - Jon Mills - Nick Martin - Carl Dimataga                               | - The Arcade - UNO Stereo                        | 3:27          |               |               |               |               |               |
| 11.           | Winter                | - Robinson - Mike "Scribz" Riley                                                                     | - Scribz - Grades                                | 4:01          |               |               |               |               |               |
| 12.           | Therapy               | - Robinson - Little                                                                                  | Little                                           | 4:17          |               |               |               |               |               |
| 13.           | Keep Me               | - Robinson - Rupert Thomas, Jr. - Scruggs - Yildirim - Jake Austin                                   | - Sevn Thomas - Syk Sense - OZ - Dave Sava6e     | 4:36          |               |               |               |               |               |
| 14.           | Shot Down             | - Robinson - Scruggs - Ramon Ibanga                                                                  | - Syk Sense - Illmind                            | 3:27          |               |               |               |               |               |
| 15.           | Angels                | - Robinson - Gonzalez - Scruggs                                                                      | - Gonzalez - Syk Sense                           | 2:50          |               |               |               |               |               |
| 54:37         |                       | |                                                  |               |               |               |               |               |               |

## Classements
| Classement (2017)                  | Meilleure position |
| ---------------------------------- | ------------------ |
| Australie (ARIA)                   | 13                 |
| Belgique (Flandre Ultratop)        | 72                 |
| Belgique (Wallonie Ultratop)       | 199                |
| Canada (Canadian Albums)           | 7                  |
| Danemark (Tracklisten)             | 2                  |
| États-Unis (Billboard 200)         | 4                  |
| Finlande (Suomen virallinen lista) | 46                 |
| France (SNEP Megafusion)           | 177                |
| Norvège (VG-lista)                 | 7                  |
| Nouvelle-Zélande (RIANZ)           | 5                  |
| Pays-Bas (Mega Album Top 100)      | 26                 |
| Suède (Sverigetopplistan)          | 15                 |
| Royaume-Uni (UK Albums Chart)      | 44                 |

## Certifications
| Région | Certification | Ventes/Streams |
| --- | ------------- | -------------- |
| États-Unis (RIAA) | 2 × Platine   | 2 000 000      |
| Royaume-Uni (BPI) | Or            | 100 000        |
| France (SNEP) | Or            | 50 000         |
| *Ventes selon la certification ^Mise en rayon selon la certification xNon précisé par la certification ‡ventes/streaming selon la certification |               |                |